# Hans-Christian Bartel
Hans-Christian Bartel (* 27. November 1932 in Altenburg; † 27. Dezember 2014 in Leipzig) war ein deutscher Bratschist und Komponist.

## Leben
Bartel war Sohn eines Lehrers. Er bekam mit sechs Jahren seinen ersten Violinunterricht. Nach dem Abitur studierte er von 1951 bis 1956 Violine und Viola bei Gerhard Bosse und Komposition bei Ottmar Gerster an der Leipziger Musikhochschule. 1954 wechselte er von der Violine zur Bratsche. Weitere Impulse erhielt er in Klavier bei Manfred Reinelt und Musikgeschichte bei Ernst Hermann Meyer.
Von 1956 bis 1958 war er Dozent für Tonsatz, Musiktheorie, Formenlehre und Gehörbildung am Robert-Schumann-Konservatorium Zwickau. Er war von 1958 bis 1996 Mitglied des Gewandhausorchesters und ab 1959 dessen Solo-Bratscher. 1970 war er Mitbegründer und bis 1978  Mitglied der Gruppe Neue Musik Hanns Eisler des Rundfunk-Sinfonieorchesters Leipzig.
Bartel arbeitete als Komponist u. a. mit Dirigenten wie Herbert Blomstedt, Rafael Kubelík, Kurt Masur und Rolf Reuter zusammen. Sein Konzert für kleines Orchester und Solobratsche wurde 1963 durch das Gewandhausorchester unter Václav Neumann im Leipziger Gewandhaus uraufgeführt. 1967 folgte die Uraufführung des „Konzerts für Orchester“. 2003 wurde die Orchesterfassung seines Klavierstückes „David und Goliath“ unter Herbert Blomstedt uraufgeführt, der auch das Violinkonzert mit Thomas Zehetmair als Solisten aus der Taufe hob.
1963/64 und 1964/65 erhielt er das Mendelssohn-Stipendium.

## Werke (Auswahl)
- Streichquartett (1953)
- Variationen (1953/93)
- Streichtrio (1954/97)
- Quartett (1955/97/02)
- Konzert für kleines Orchester und Solobratsche (1963)
- Konzert für Orchester (1967)
- Musik für Violoncello und Klavier (1988)
- Immer nur b-a-c-h für eine Geige (1996)
- Sonatine (1998)
- „David und Goliath“ Szenen für Orchester (2000)
- „Laudato si, mi Signore“ für gemischten Chor a cappella (2000)
- Konzertstück (2001)
- Der sensible Tiger – Klavierstück (2005)
- Acht Lieder für Bariton und kleines Orchester (2002/2005)
- Konzert für Violine und Orchester (2008)
- Vokalsinfonie „Lieder vom Menschen“ für Bariton, Chor und Orchester (2012)

## Diskografie
- Kammermusik und Lieder (AM 1997)
- Das Leipziger Gewandhausorchester spielt Werke von Hans-Christian Bartel (ITM 1998)
- Lieder vom Menschen – Vokalsinfonie (transport music 2015)